# Sacculina
Sacculina es un género de percebe que es un castrador parasitario de cangrejos. Pertenecen a un grupo llamado Rhizocephala. Los adultos no tienen parecido con los percebes que cubren naves y muelles; son reconocidos como percebes porque su forma de larva es como los miembros de la clase de percebes Cirripedia. La prevalencia de estos parásitos crustáceos en el cangrejo anfitrión puede ser hasta del 50 %.

## Hábitat
Sacculina vieve en un entorno marino. Durante su etapa larvaria son pelágicos, pero en su forma adulta viven como ectoparásitos en cangrejos. Su anfitrión principal es el  cangrejo verde que son nativos del Este del Océano Atlántico. Aunque estos cangrejos se han extendido a otros cuerpos de agua, no se cree que los percebes Sacculina hayan viajado con ellos a estas nuevas localidades.

## Anatomía
El cuerpo del parásito adulto puede dividirse en  dos partes: 
Una parte es llamada "externa" donde los bulbos de los órganos reproductivos del parásito se adhieren fuera del abdomen del anfitrión. La otra parte es llamada "interna" que está dentro del cuerpo del anfitrión. Esta parte está compuesta de zarcillos en forma de raíz que se envuelven a sí mismos alrededor de los órganos del hospedador, que es lo que le da el nombre al grupo Rizocephala, que sognifica "cabeza de raíz". A través de escaneos microCT estas raíces fueron descubiertas alrededor de ciertos órganos del cuerpo, la mayoría de las veces en el hepatopáncreas de crustáceos. Esta área es primordial para absorber nutrientes, lo que explicaría el por qué hay más concentración en esa región, también ayuda a explicar cómo parásitos como estos pueden manipular el comportamiento del anfitrión. 

## Ciclo de vida
La larva hembra del Sacculina encuentra un cangrejo y camina en él hasta que  encuentra una articulación. Entonces muda a una forma llamada kentogron, e inyecta su cuerpo blando en el cangrejo entonces su caparazón cae. Sacculina crece dentro del cangrejo, emerge como un saco, conocida como externa, en el área inferior del tórax trasero del cangrejo, donde los huevos del cangrejo serían encubados. Los Sacculina destruyen una gónada del cangrejo, dejando al cangrejo permanentemente infértil.
Después de la invasión del Sacculina, el cangrejo es incapaz de mudar el exoesqueleto. Estos resultados terminan en una pérdida de nutrición del cangrejo, y perjudica el crecimiento del cangrejo general. La capacidad natural de volver a desarrolar una pinza tras practicar la autotomía, proceso que emplea principalmente como medio de defensa, es perdida después de la infestación del Sacculina. Esto da lugar a ejemplares de cangrejo infectado carentes de una o ambas pinzas.
El macho Sacculina busca una hembra en el área inferior del cangrejo. Implanta sus células en un bolsillo del cuerpo de la hembra llamado "testis", donde las células macho producen espermatozoides para fertilizar los huevos. Las hembras poseen dos testis, por lo tanto pueden llevar hasta un total de dos machos junto a ellas. 
Cuando una hembra Sacculina es implantada en un cangrejo macho, interfiere con el balance hormonal del cangrejo. Esto lo esteriliza y cambia el diseño corporal del cangrejo para parecerse al de una hembra ensanchando y aplanando su abdomen, entre otras cosas. Entonces la Sacculina hembra obliga al cuerpo del cangrejo a realizar hormonas, para que actúe como una hembra cangrejo, hasta el punto de realizar el baile del apareamiento de las hembras. Si este parásito es removido del anfitrión, las hembras por lo general regenerarán nuevo tejido de los ovarios, mientras que los machos usualmente desarrollan completa o parcialmente ovarios en lugar de testículos.
Aunque toda la energía se expande de otra manera en la reproducción es dirigido al Sacculina, el cangrejo desarrolla un comportamiento de cariñoso típico de un cangrejo hembra. El proceso de incubación natural de un cangrejo consiste en que la hembra encuentre una roca alta y asea su bolsa de cría en el abdomen y realiza la fertilización de huevos en el agua usando el movimiento de balanceo. El cangrejo hembra revuelve el agua con su pinza para ayudar el flujo del agua. Cuando la eclosión de la larva del Sacculina  está listo para emerger de la bolsa de cría del Sacculina  hembra el cangrejo realiza un proceso similar. El cangrejo les dispara en impulsos, creando una gran nube de larvas de Sacculina. El cangrejo usa la técnica familiar de agitar el agua para ayudar el flujo.

## Tiempo de vida
La Sacculina depende principalmente del huésped, por lo que su vida coincide con la de éste. Los cangrejos suelen tener una vida de entre 1 y 2 años.

## Agentes de control biológico
Se ha sugerido el uso de Sacculina como un tipo de agente de control biológico para ayudar a reducir las poblaciones del cangrejo verde invasor. Esto es controvertido porque la Sacculina también puede utilizar especies de cangrejos nativos como su anfitrión.

## Especies
Más de 100 especies de Sacculina son reconocidos actualmente:
- Sacculina abyssicola Guérin-Ganivet, 1911
- Sacculina actaeae Guérin-Ganivet, 1911
- Sacculina aculeata Boschma, 1928
- Sacculina ales Kossmann, 1872
- Sacculina americana Reinhard, 1955
- Sacculina amplituba Phillips, 1978
- Sacculina anceps Boschma, 1931
- Sacculina angulata van Kampen y Boschma, 1925
- Sacculina anomala Boschma, 1933
- Sacculina atlantica Boschma, 1927
- Sacculina beauforti Boschma, 1949
- Sacculina bicuspidata Boschma, 1931
- Sacculina bipunctata Kossmann, 1872
- Sacculina boschmai Reinhard, 1955
- Sacculina bourdoni Boschma, 1960
- Sacculina brevispina van Kampen y Boschma, 1925
- Sacculina bucculenta Boschma, 1933
- Sacculina bursapastoris Kossmann, 1872
- Sacculina caelata Boschma, 1931
- Sacculina calappae van Kampen y Boschma, 1925
- Sacculina calva Boschma, 1933
- Sacculina captiva Kossmann, 1872
- Sacculina carcini Thompson, 1836
- Sacculina carpiliae Guérin-Ganivet, 1911
- Sacculina cartieri Kossmann, 1872
- Sacculina cavolinii Kossmann, 1872
- Sacculina comosa Boschma, 1931
- Sacculina compressa Boschma, 1931
- Sacculina confragosa Boschma, 1933
- Sacculina cordata Shiino, 1943
- Sacculina crucifera Kossmann, 1872
- Sacculina curvata Boschma, 1933
- Sacculina cuspidata Boschma, 1949
- Sacculina dayi Boschma, 1958
- Sacculina dentata Kossmann, 1872
- Sacculina docleae Huang & Lützen, 1998
- Sacculina duracina Boschma, 1933
- Sacculina echinulata van Kampen y Boschma, 1925
- Sacculina elongata Boschma, 1933
- Sacculina eriphiae Smith, 1906
- Sacculina exarcuata Kossmann, 1872
- Sacculina fabacea Shiino, 1943
- Sacculina flacca Boschma, 1931
- Sacculina flexuosa Kossmann, 1872
- Sacculina gerbei Guérin-Ganivet, 1911
- Sacculina ghanensis Boschma, 1971
- Sacculina gibba Boschma, 1933
- Sacculina glabra van Kampen y Boschma, 1925
- Sacculina globularis Boschma, 1970
- Sacculina gonoplaxae Guérin-Ganivet, 1911
- Sacculina gordonae Boschma, 1933
- Sacculina gracilis Boschma, 1931
- Sacculina granifera Boschma, 1973
- Sacculina granulosa Boschma, 1931
- Sacculina guineensis Boschma, 1971
- Sacculina hartnolli Boschma, 1965
- Sacculina herbstianodosa (Hesse, 1867)
- Sacculina hirsuta Boschma, 1925
- Sacculina hirta Boschma, 1933
- Sacculina hispida Boschma, 1928
- Sacculina holthuisi Boschma, 1956
- Sacculina hystrix van Kampen y Boschma, 1925
- Sacculina ignorata Boschma, 1947
- Sacculina imberbis Shiino, 1943
- Sacculina inconstans Boschma, 1952
- Sacculina infirma Boschma, 1953
- Sacculina inflata Leuckart, 1859
- Sacculina insueta Boschma, 1966
- Sacculina irrorata Boschma, 1934
- Sacculina jamaicensis Boschma, 1966
- Sacculina lata Boschma, 1933
- Sacculina leopoldi Boschma, 1931
- Sacculina leptothrix Boschma, 1933
- Sacculina lobata Boschma, 1965
- Sacculina loricata Boschma, 1955
- Sacculina margaritifera Kossmann, 1872
- Sacculina micracantha Boschma, 1931
- Sacculina microthrix Boschma, 1931
- Sacculina muricata Boschma, 1931
- Sacculina nectocarcini Gurney et al., 2006
- Sacculina nigra Shiino, 1943
- Sacculina nodosa Boschma, 1931
- Sacculina ornatula Boschma, 1951
- Sacculina ostracotheris Boschma, 1967
- Sacculina papposa van Kampen y Boschma, 1925
- Sacculina pertenuis Boschma, 1933
- Sacculina phacelothrix Boschma, 1931
- Sacculina pilosa Kossmann, 1872
- Sacculina pilosella van Kampen y Boschma, 1925
- Sacculina pinnotherae Shiino, 1943
- Sacculina pisiformis Kossmann, 1872
- Sacculina pistillata Boschma, 1952
- Sacculina pomum Kossmann, 1872
- Sacculina pugettiae Shiino, 1943
- Sacculina pulchella Boschma, 1933
- Sacculina punctata Boschma, 1934
- Sacculina pustulata Boschma, 1925
- Sacculina quadrialata Boyko & van der Meij, 2018
- Sacculina rathbunae Boschma, 1933
- Sacculina reinhardi Boschma, 1955
- Sacculina reniformis Boschma, 1933
- Sacculina robusta Boschma, 1948
- Sacculina rotundata Miers, 1880
- Sacculina rugosa van Kampen y Boschma, 1925
- Sacculina scabra Boschma, 1931
- Sacculina schmitti Boschma, 1933
- Sacculina scutigera Huang & Lützen, 1998
- Sacculina semistriata van Kampen y Boschma, 1925
- Sacculina senta Boschma, 1933
- Sacculina serenei Boschma, 1954
- Sacculina setosa van Kampen y Boschma, 1925
- Sacculina spectabilis Boschma, 1948
- Sacculina spinosa van Kampen y Boschma, 1925
- Sacculina striata Boschma, 1931
- Sacculina sulcata van Kampen y Boschma, 1925
- Sacculina surinamensis Boschma, 1966
- Sacculina teres Boschma, 1933
- Sacculina teretiuscula Boschma, 1931
- Sacculina ternatensis Boschma, 1950
- Sacculina upogebiae Shiino, 1943
- Sacculina vankampeni Boschma, 1931
- Sacculina verrucosa van Kampen y Boschma, 1925
- Sacculina vieta Boschma, 1933
- Sacculina weberi Boschma, 1931
- Sacculina zariquieyi Boschma, 1947